# 桜木 (郡山市)
桜木（さくらぎ）は、福島県郡山市に所在する町丁である。郵便番号は963-8021。

## 地理
郡山市役所本庁所管地域である市街中心部に属する。北で富田町、富久山町久保田、川原、東で若葉町、南東角で咲田、南で西ノ内、東で並木とそれぞれ隣接する。JR郡山駅西側の市街地にあり、住居表示が実施されている。うねめ通りと北側の一級水系阿武隈川水系逢瀬川に挟まれた東西に延びる区画を範囲とし、市道長者二桜木二丁目線を境に西に一丁目、東に二丁目が設置されている。幹線道路沿いに店舗や事務所などが立ち並び、それらの裏手に住宅地が広がる。長者に所在する郡山警察署長者交番、および堂前町に所在する郡山消防署本署がそれぞれ管轄にあたる。

### 河川
一級水系阿武隈川水系
- 逢瀬川

## 世帯数と人口
2024年1月1日現在の世帯数と人口は以下の通りである。
| 町丁 | 世帯数  | 人口    |
| ---- | ------- | ------- |
| 桜木 | 778世帯 | 1,636人 |

## 小・中学校の学区
市立小・中学校に通う場合、学区は以下の通りとなる。
| 番地               | 小学校               | 中学校                 |
| ------------------ | -------------------- | ---------------------- |
| 下記を除く全域     | 郡山市立桃見台小学校 | 郡山市立郡山第五中学校 |
| 一丁目1～5・7・8番 | 郡山市立赤木小学校   | 郡山市立郡山第五中学校 |

## 交通

### 道路
- 一級市道35号若葉桑野線（うねめ通り）
- 一般市道長者二桜木二丁目線
- 東部幹線（計画路線）

## 施設等
- 郡山市立郡山第五中学校
- セブンイレブン 郡山桜木1丁目店
- ココス 郡山桜木店
- アップガレージ 郡山店
- 桜木公園